# Museo de Historia de Sant Feliu de Guíxols
El Museo de Historia de Sant Feliu de Guíxols (MHSFG) es una institución museística de carácter local situada en el Bajo Ampurdán, en la provincia de Gerona. Este museo está compuesto por tres sedes: el Antiguo Hospital Municipal es su sede principal, junto a sus otras sedes situadas en la primera planta del Monasterio de Sant Feliu de Guíxols y en la caseta del Salvamento Marítimo. 

## El Museo
El conjunto monumental del monasterio es la sede principal del Museo de Historia. Recientes intervenciones de restauración han permitido hacer visitables espacios como las torres románicas del Fum y del Corn, que flanquean la singular fachada prerrománica de La Porta Ferrada, el palacio del Abad, con salas para exposiciones temporales, o la renovación museográfica de las exposiciones permanentes.
La sala capitular acoge el fondo arqueológico. La evolución de la ciudad y los fondos marítimo, industrial y artístico se exponen en las plantas segunda y tercera, donde se puede disfrutar de la pintura de Josep Albertí, de una exposición sobre la industria y la artesanía del corcho y de otra dedicada a la relación de la ciudad con el mar, que se complementa con la visita a la subsede dedicada al salvamento marítimo del siglo XIX.
El nuevo proyecto, con la salud como eje vertebrador, se sitúa en la renovada cuarta planta, que cuenta además, con dos salas de congresos con capacidad para 150 personas en el antiguo scriptorium monástico.
El espacio gastronómico incluye la cocina, el refectorio y el huerto del rector, ofreciendo una oferta de calidad ligada a los hábitos saludables en alimentación y basada en los productos de proximidad y de temporada.

## El edificio
El conjunto monumental del monasterio, fruto de varios momentos constructivos y de diferentes restauraciones, ofrece un circuito visitable que combina historia y cultura, y que contribuye a explicar, un poco mejor, el origen de la fundación del monasterio. Durante siglos, muy pocas personas tenían acceso al interior de las torres del Fum (siglo X) y del Corn (siglos X-XI), que flanquean la singular fachada prerrománica de la Porta Ferrada. Las últimas intervenciones han hecho posible conectar los diferentes espacios del monasterio en un circuito monumental que permite acceder al interior de las torres románicas, visitar los restos del mausoleo romano situado en la base de la torre del Fum (espacio donde se encontraba el primer lugar de culto en la fundación, en el mismo lugar del monasterio benedictino) y disfrutar de un mirador excepcional sobre la ciudad y el mar.
Este conjunto de Sant Feliu de Guíxols es un monasterio-fortaleza con un gran carácter estratégico y defensivo. Incluía una muralla defensiva (se conserva una de las puertas de entrada al recinto monástico, el Arco de Sant Benet, toda una serie de torres, un camino de ronda, almenas y matacanes.
Destacan, en la arquitectura del edificio, elementos como:
- Porta Ferrada, galería superior. La Porta Ferrada habría formado parte de un edificio primitivo noble no religioso al que se añadieron la iglesia románica y las torres de defensa. La fecha de construcción se sitúa hacia el siglo VIII. En el siglo XII, se convertiría en claustro del monasterio —entendido como espacio de meditación, independientemente de su estructura arquitectónica— y se le añadiría la galería superior. La parte baja se utilizaba como Lo Signe, lugar de ceremonia donde se firmaban documentos, un espacio representativo e importante de la vida monástica. El abad Bernat de Torroella (1433-1460) habilitó la parte superior como dormitorio, con seis pequeñas celdas.[3]
- Torre del Corn, planta superior. Planta superior de la torre de defensa, donde se resguardaban los defensores del monasterio. Solía presentar una altura superior al resto de plantas, ya que era donde vivían durante el asedio. A través de las saeteras se podía disparar al enemigo sin ser visto ni apenas exponerse. Es preciso tener en cuenta que el edificio barroco del monasterio no existía en tiempos antiguos, y era necesario defenderse de los ataques del lado de la montaña del monte Castellar.[4]
- Torre del Fum. Desde el mirador privilegiado de esta torre, se descubría de lejos la llegada de los atacantes, ya fueran árabes, tropas de otros nobles que disputaban al abad propiedades importantes como el castillo de Benedormiens en Castell d'Aro, monjes de monasterios enfrentados (como pasó con el ataque de los monjes del monasterio de la Grassa en 1118) o los ejércitos franceses. La situación estratégica del monasterio ayudaba a garantizar la vida de la población en unas épocas muy agitadas.[5]

## Recorrido por el museo

### El monasterio y la villa
Primera planta. En esta sala se muestra cómo el monasterio fortificado guixolense, centro de cultura pero también de control feudal, dará origen al pueblo de Sant Feliu de Guíxols, que crecerá a su resguardo y, llegando a tener su propia organización política, intentará librarse de las pretensiones feudales del monasterio.

### Guíxols: herramientas y creencias
Primera planta. La antigua sala capitular acoge el espacio Primeros Milenios, destinado a exponer el fondo arqueológico surgido de las diversas campañas de excavación.
La exposición actual hace un recorrido por la época ibérica hasta el inicio de la romanización, con el interés puesto en la vida cotidiana y el mundo de las creencias, vehiculado por un discurso sintético, formal y asequible con ilustraciones y elementos interactivos.

### El Corcho
Segunda planta. Espacio destinado a mostrar el fondo industrial a través de una exposición dedicada a la industria y a la artesanía del corcho. Un recorrido a través del origen del uso del corcho, el proceso industrial de la elaboración de tapones, los trabajos de artesanía y la gran cantidad de aplicaciones que ha tenido este material, especialmente durante el pasado siglo XX.

### Espacio Josep Albertí
Tercera planta. Espacio de exposición permanente de la obra del pintor Josep Albertí, cuyo objetivo es difundir y poner en valor el legado pictórico que el artista cedió a la ciudad. Partiendo de exposiciones temporales, las temáticas preferidas de Albertí y de su particular visión del paisaje, de los objetos y de las personas, van dando vida a este espacio para acercar al hombre y al artista a los visitantes.

### Curarse en salud
Cuarta planta. El espacio del Médico Rural, con las colecciones de salud del Museo de Historia, se une en un trabajo conjunto con el Museo de Historia de la Medicina de Cataluña para ofrecer un nuevo espacio: Curarse en salud. Nace con la voluntad de convertirse en un centro de reflexión sobre el tesoro de la salud a partir de material histórico, metáforas visuales, objetos actuales y recursos multimedia. Una muestra que viaja por el pasado, presente y futuro de la medicina, desde los saberes tradicionales hasta las investigaciones punteras actuales, planteando la idea de salud como patrimonio individual y promoviendo las buenas prácticas.

## Obras y objetos destacados
- Cantoral. Cantoral realizado en pergamino e iluminado a mano por artista anónimo, siglo XVI.[11]
- Recreación de la villa de Guíxols. Perspectiva realizada por Gerard Bussot, basada en la descripción hecha por Joan Blanch, Primero de los juzgados, notario y secretario del municipio. 5 de septiembre de 1696.[12]
- Taza de cerámica. Taza de cerámica ordinaria de cocción reductora procedente del poblado ibérico de Guíxols, siglo IV - I a. C.[13]
- Jarrón de cerámica. Jarrón de cerámica fabricado en la colonia griega de Rhode (Roses), procedente del poblado ibérico de Guíxols, siglo IV-III a. C.[14]
- Garlopa. Garlopa, tipo de cepillo para hacer tapones a mano, en uso desde finales del siglo XIX y hasta los años 1950. Fabricada por Isidro Pernal, Sant Feliu de Guíxols.[15]
- El Quijote. En 1905 el impresor Octavi Viader i Margarit editó El Quijote en papel de corcho con una portada de Domènech i Montaner. Algunos ejemplares de estas ediciones (1906 y 1912) se encuentran en el Museo Gutenberg de Maguncia y en el Museo Británico. En el año 1955 su hijo hizo otra edición de El Quijote que es la que se puede ver en esta exposición.[16]